# ادن هیل، استرالیای غربی
ادن هیل (به انگلیسی: Eden Hill) یک منطقهٔ مسکونی در استرالیا است که در استرالیای غربی واقع شده‌است.